# 雅罗斯拉夫·科尔贝拉
雅罗斯拉夫·科尔贝拉（捷克語：Jaroslav Korbela，1957年5月20日—），捷克男子冰球运动员。他曾代表捷克斯洛伐克国家队参加1984年冬季奥林匹克运动会冰球比赛，获得一枚银牌。